# Dicrotendipes freemani
Dicrotendipes freemani är en tvåvingeart som beskrevs av Epler 1988. Dicrotendipes freemani ingår i släktet Dicrotendipes och familjen fjädermyggor. Inga underarter finns listade i Catalogue of Life.